# IC 619
IC 619 је спирална галаксија у сазвјежђу Лав која се налази на листи објеката дубоког неба у Индекс каталогу.
Деклинација објекта је + 12° 52' 42" а ректасцензија 10h 33m 50,0s. Привидна величина (магнитуда) објекта IC 619 износи 14,5 а фотографска магнитуда 15,3. IC 619 је још познат и под ознакама CGCG 65-56, MCG 2-17-25, PGC 31235.